# Hofanlage Bauernreihe 6
Die Hofanlage Bauernreihe 6 im Zentrum der niedersächsischen Gemeinde Worpswede stammt vom Anfang des 20. Jahrhunderts. Aktuell (2025) werden die Gebäude zum Wohnen und als Praxis genutzt.
Die Gebäude stehen unter Denkmalschutz (siehe auch Liste der Baudenkmale in Worpswede).

## Geschichte und Beschreibung
Die Hofanlage besteht aus:
- dem eingeschossigen giebelständigen Wohn- und Wirtschaftsgebäude von 1900 für J. Monsees (Inschrift) als Vierständer-Hallenhaus in  Backstein, mit Satteldach, Drempel, Freigespärre, Grooter Door mit Segmentbogen sowie reicher Verzierung im Wirtschaftsgiebel; im Inneren weitgehend unverändert,[2]
- der firstparallelen langgestreckten Scheune von um 1900 in Backstein mit ziegelgedecktem Satteldach, diversen späteren Schleppgauben, zwei ehemaligen Quereinfahrten sowie wiederverwendeter Inschrifttafel von 1865, umgebaut zum Wohnhaus,[3]
- dem firstparallelen ehemaligen Schweinestall von um 1900 in Backstein mit Satteldach mit späteren Zwischenbau zum Haupthaus verbunden, heute Nebengebäude.[4]

Das Landesdenkmalamt befand u. a.: „… regionstypisches Hallenhaus in massivierter Form …“